# Firestone Tire and Rubber Company
Pour les articles homonymes, voir Firestone.
 (septembre 2008).
Si vous disposez d'ouvrages ou d'articles de référence ou si vous connaissez des sites web de qualité traitant du thème abordé ici, merci de compléter l'article en donnant les références utiles à sa vérifiabilité et en les liant à la section « Notes et références ».
Firestone Tire and Rubber Company, communément appelée « Firestone », est une entreprise américaine fondée en 1900 par Harvey Firestone, spécialisée dans la fabrication de pneumatiques. Elle emploie près de 23 000 personnes dans le monde.
Firestone est propriétaire de la plus vaste plantation d’hévéas au monde (48 000 hectares) qui se trouve au Libéria.[réf. nécessaire]
L’entreprise a été rachetée par Bridgestone en 1988.

## Histoire

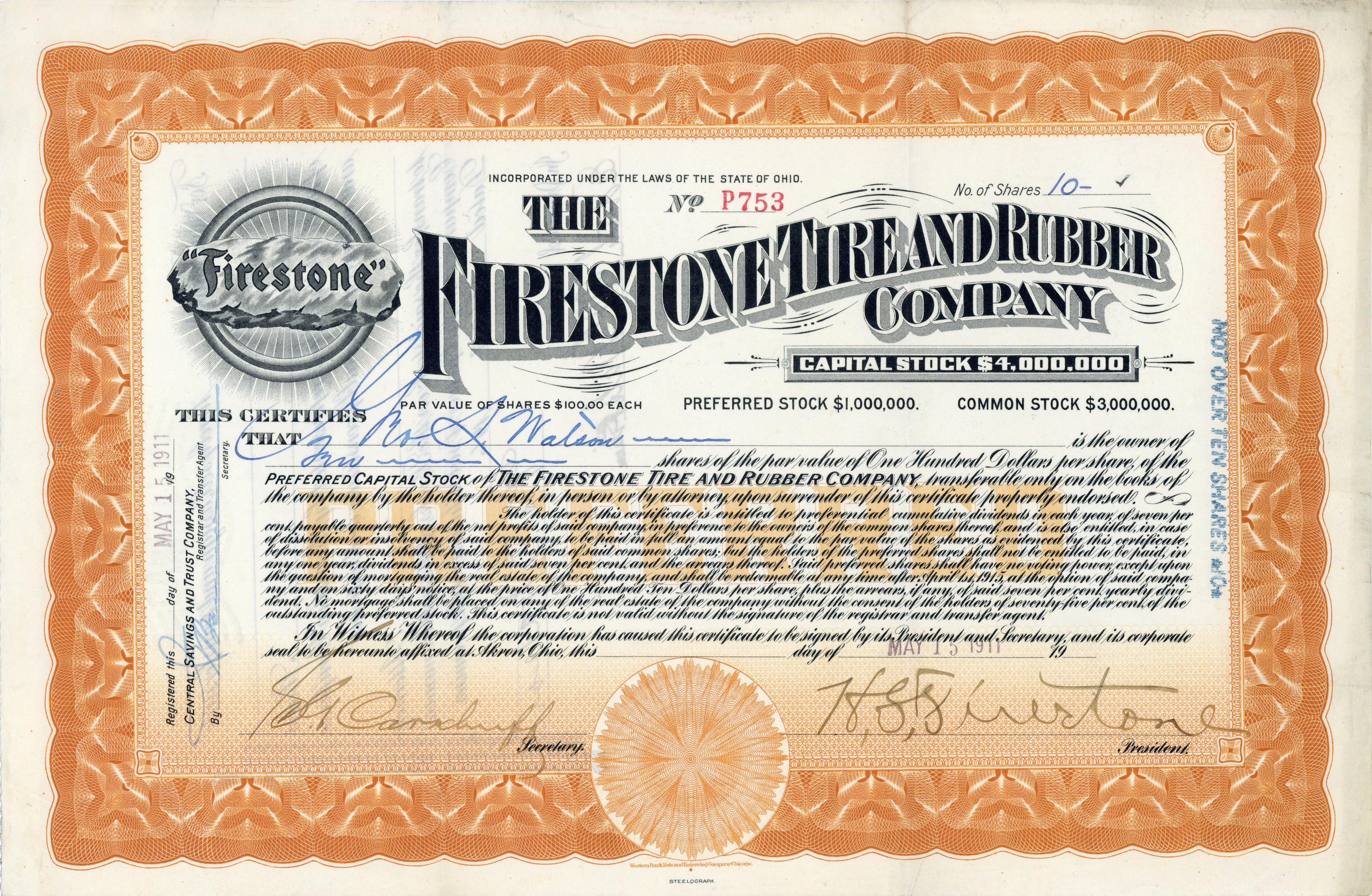
Action de préférence de la Firestone Tire and Rubber Company de 10 parts de 100 $ chacune, émise le 15 mai 1911 à Akron, Ohio, signée en original par Harvey S. Firestone en tant que président

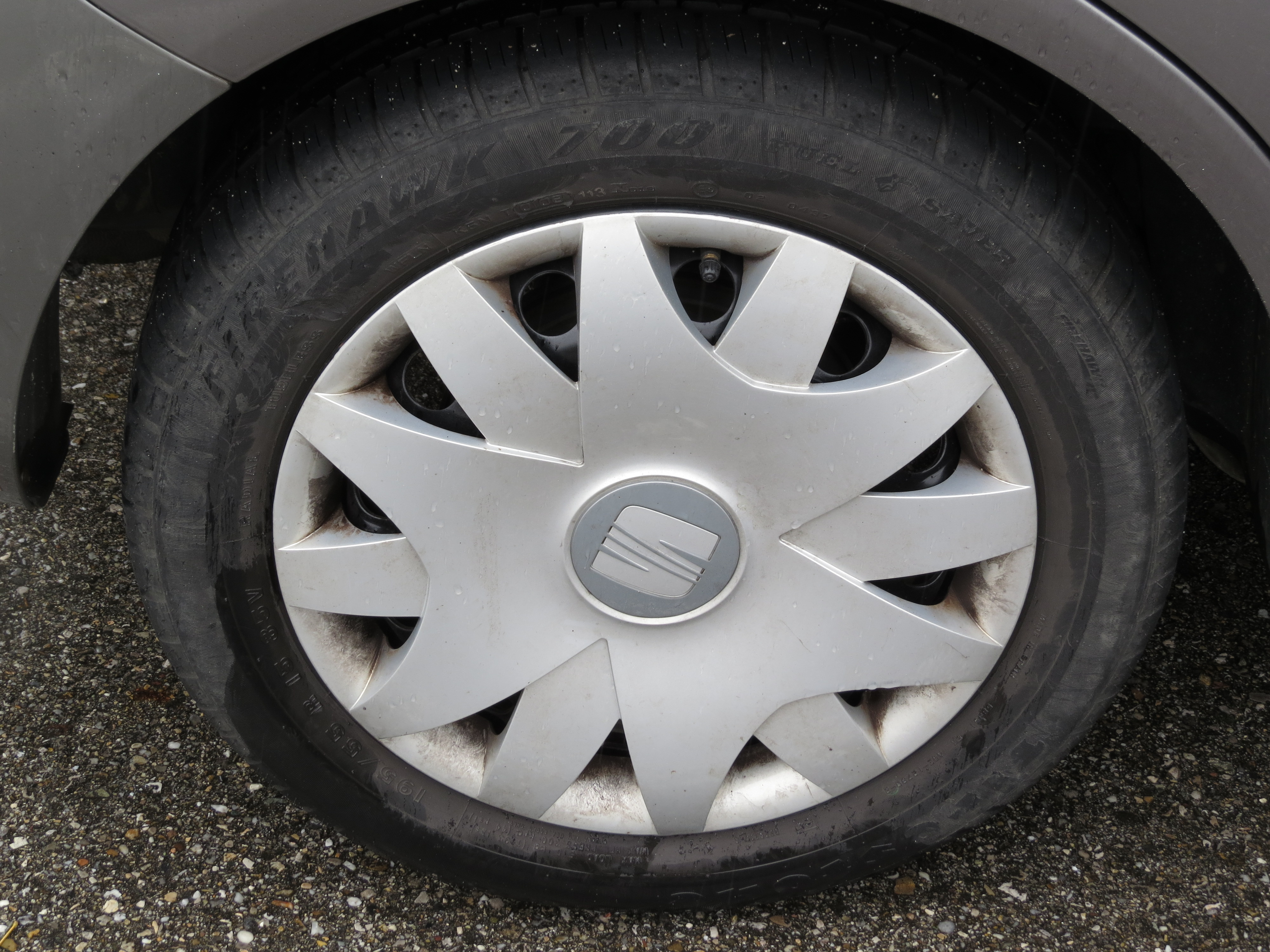
Firestone Firehawk 700 195/55 R 15 (2017).

Le nom Firestone est une traduction de l'alsacien Feuerstein, nom d'une famille originaire de Berg (Alsace, France) dont un membre a émigré en Amérique vers 1753.
La société Firestone Tire & Rubber Company était à l'origine basée à Akron, en Ohio, également la ville natale de Goodyear et de deux autres concurrents de taille moyenne, General Tire et Rubber et BF Goodrich. Fondée le 3 août 1900, la société s'est lancée en production avec douze employés. Ensemble, Firestone et Goodyear ont été les plus grands fournisseurs de pneus automobiles en Amérique du Nord pendant plus de 75 ans. En 1906, Henry Ford a choisi les pneus Firestone comme équipement d'origine du modèle T.
En 1918, la société Firestone Tire and Rubber Company Canada s'est constituée à Hamilton (Ontario) et en 1922, le premier pneu fabriqué au Canada est sorti le 15 septembre. Pendant les années 1920, Firestone a produit le pneu Oldfield, élaboré en collaboration avec le célèbre pilote Barney Oldfield et vendu avec le Slogan « Firestone Tires are my only life insurance! » (« Les pneus Firestone sont ma seule assurance vie! »).
En 1926, la société a ouvert l'une des plus grandes plantations de caoutchouc au Libéria, en Afrique de l'Ouest, sur plus de 250000 hectares, et ouvert son premier magasin Firestone Complete Auto Care (Firestone Complete Auto Care est une division de Firestone qui offre des services de maintenance et de réparation automobiles).
En 1927, Henry Ford et Harvey Firestone se sont rendus à Los Angeles pour y choisir l'emplacement de leurs nouvelles usines. Des proches disent que Ford voulait être près de l'océan et avait choisi Long Beach et avait suggéré à Firestone de s'installer à South Gate, en Californie. La petite communauté au sud-est du centre-ville était principalement agricole à l'époque et Firestone a trouvé seize hectares de champs pour sa nouvelle usine. Les architectes Curlett et Beelman ont créé un spectaculaire complexe italien de quatre étages, avec sa propre centrale électrique et de magnifiques peintures polychromes de Gladding McBean représentant le processus de fabrication du caoutchouc et des pneus. Un an après son ouverture en 1928 l'usine a doublé de taille. En 1954, après l'ajout du missile guidé Caporal à l'offre[pas clair], le complexe faisait près de trente hectares. La ville a grandi autour de Firestone, le boulevard principal par la ville a été baptisé Harvey, et Los Angeles est devenu le marché numéro un du pneu du pays. Au milieu des années 1970, Ford et GM souffraient de massives vagues de licenciement alors que Firestone et d'autres fabricants ont ouvert de nouvelles usines dans des lieux non syndiqués comme Wilson, en Caroline du Nord. Après de nombreuses réduction de personnel, la fin s'est produite en 1980 lorsque 1 300 travailleurs ont été mis à pied et l'usine a fermé ses portes. L'East Los Angeles College (en) a proposé de faire un nouveau campus satellite sur le site.
En 1928, la société a construit une usine à Brentford , en Angleterre, un quartier Art déco de la ville. Elle a été fermée en 1979.
En 1936, la société a ouvert une usine à Memphis, dans le Tennessee. Avec plus de 3 000 employés, l'usine de Memphis était le plus grand site de production de pneus de l'entreprise. Le 1er juillet 1963, la société a célébré la production du 100 millième pneu à Memphis. L'usine a été fermée en 1982.
Pendant la Seconde Guerre mondiale, la société a été invitée par le gouvernement des États-Unis à fabriquer des coquilles d'artillerie, des fûts en aluminium pour le transport de nourriture et des produits militaires en caoutchouc. Firestone s'est classée au 55e rang parmi les entreprises américaines en valeur des contrats de production militaire pendant la Seconde Guerre mondiale. Dans les années 1940, Firestone a reçu un contrat de défense pour produire des doublures de casque en plastique. Alors qu'ils étaient aussi produits par Westinghouse Electric, ils ont encore représenté un montant notable avec le casque M1[pas clair].

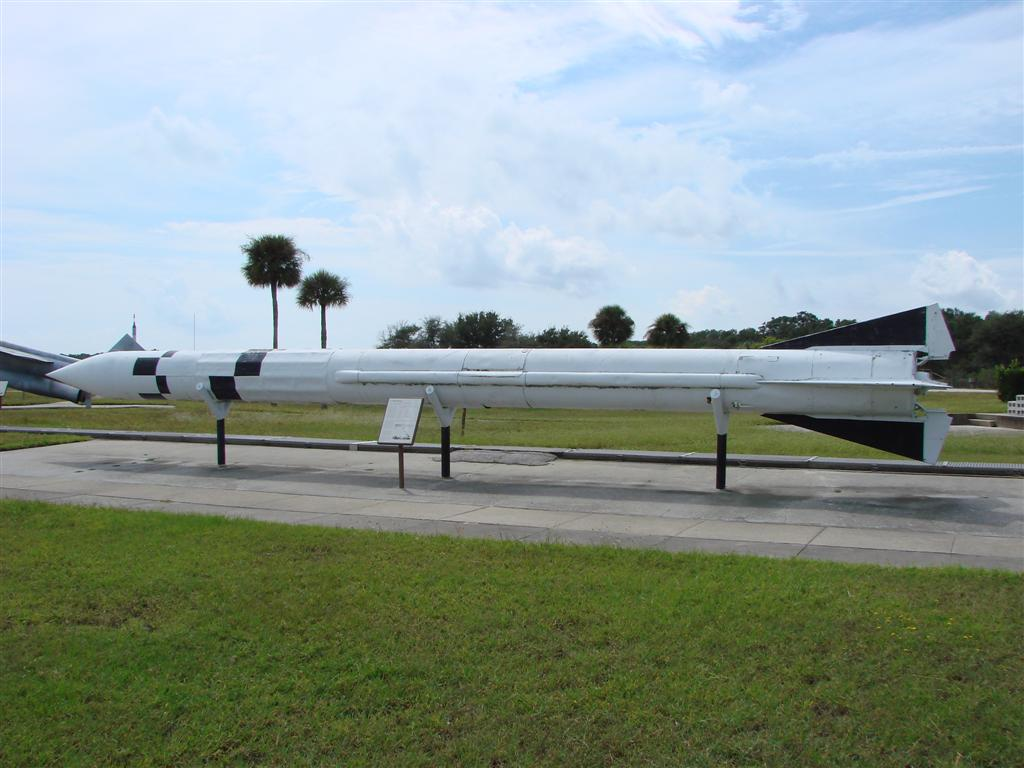
Un Missile Corporal.

En 1951, Firestone a reçu le contrat de défense pour  le missile MGM-5 Caporal. Firestone a reçu un total de 6 888 796 $ pour les 200 premiers missiles. Ce missile était connu sous le nom d'«Embryo of the Armyembryon de l'armée»[pas clair] et était un missile sol-sol guidé qui pouvait porter une ogive explosive jusqu'à  139 km. Il a ensuite été modifié pour pouvoir transporter une charge utile nucléaire. Ce missile a été remplacé en 1962 par le MGM-29 Sergeant.
En 1961, Firestone a acquis la division Dayton Tire de Dayco Corporation.

### Restructuration et vente à Bridgestone
Fin 1979, Firestone a demandé à John Nevin, l'ex-directeur de Zenith Electronics, en tant que président de sauver la société de l'hémorragie et de l'effondrement total. Elle avait plus d'un milliard de dollars de dettes à l'époque et perdait 250 millions de dollars par an. Nevin a fermé neuf des dix-sept usines de fabrication, dont six en une journée. Il a déplacé l'entreprise de son site historique de Akron à Chicago. Il a cédé des entreprises non liées aux pneus, dont le Firestone Country Club. Cette opération était un plan délibéré pour augmenter le cours de l'action, ce qui a marché. En 1988, après des discussions avec Pirelli, Nevin a négocié la vente de la société à la société japonaise Bridgestone. Bridgestone Corporation Japan a pu acheter la société pour beaucoup moins cher qu'elle ne valait une décennie et demie plus tôt,,. Les opérations combinées Bridgestone / Firestone North American sont maintenant basées à Nashville, dans le Tennessee. En 2008, les entreprises ont célébré l'anniversaire des vingt ans de leur fusion et ont changé le nom de la division pneus en Bridgestone Americas Tire Operations, LLC. En 2012, Bridgestone Americas a ouvert un centre technique de 100 millions de dollars à Akron.
Outre les pneus, plusieurs entreprises et divisions opèrent avec la marque Firestone et son nom. Ces sociétés comprennent Firestone Building Products, LLC (en) , Firestone Industrial Products, LLC, Firestone Complete Auto Care, Firestone Natural Rubber Company et Firestone Specialty Products. Firestone Building Products et Firestone Industrial Products ont leur siège social à Indianapolis, Indiana, et opèrent dans 23 États américains et dix pays, avec 11 000 employés dans le monde entier. La société annonce des ventes annuelles de plus de 2,5 milliards de dollars.
En 1972, Firestone reçut une «concession» de dix ans du gouvernement kényan pour sécuriser l'investissement de Firestone dans une usine de pneus locale, ce qui lui conférait un monopole virtuel. Cela comprenait à la fois des prix généraux et des contrôles de change. Lorsque la période de dix ans a pris fin en 1979, Firestone a réagi en augmentant la production, ce qui rend l'entrée moins attrayante[pas clair]. La direction générale a finalement annulé ce projet et tout autre investissement.

#### Dans le sport automobile

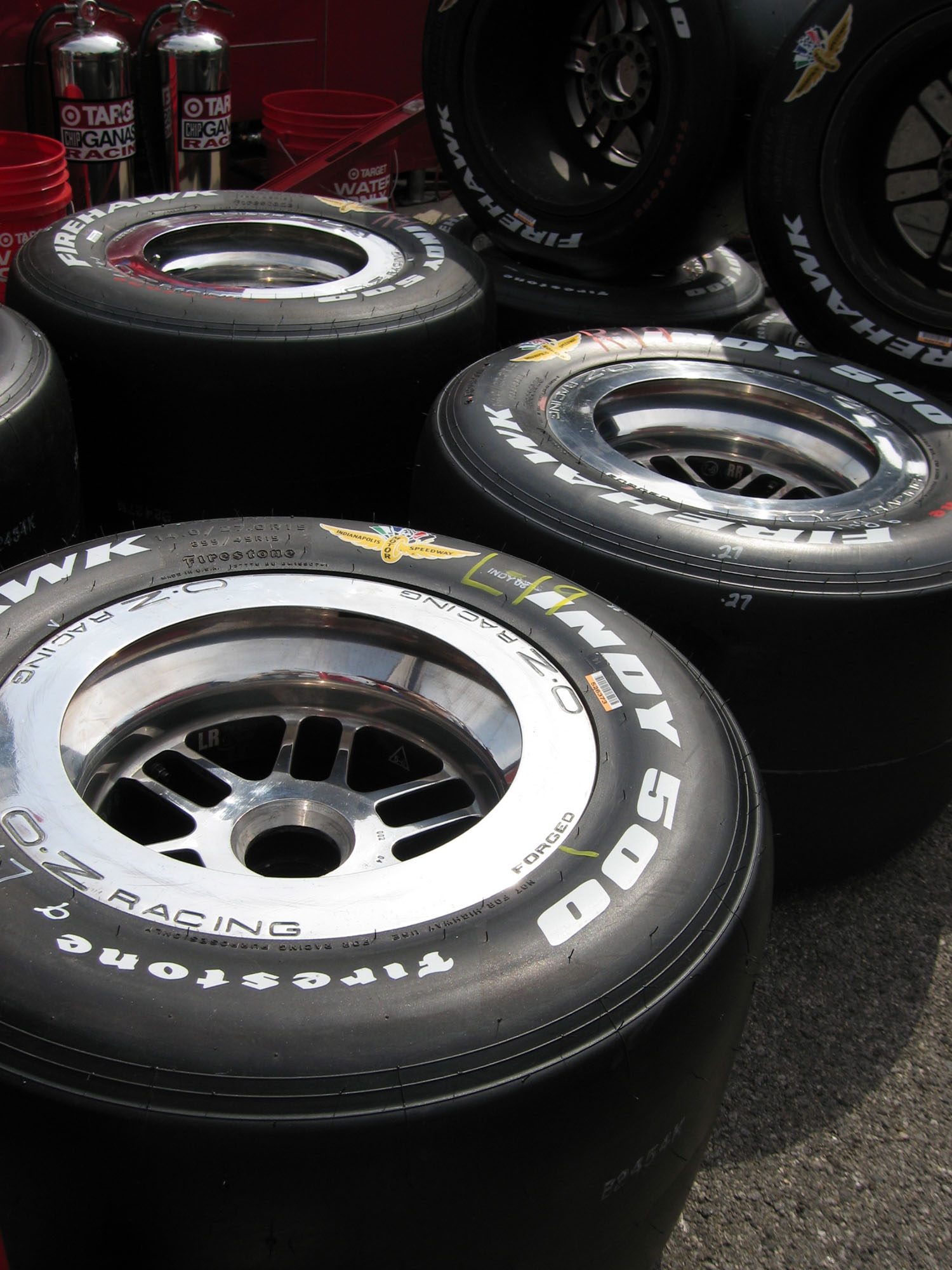
Les pneus Firestone utilisés pour la course Indianapolis 500.

La course automobile d'Indianapolis 500 de 1911 a été gagnée par une voiture utilisant des pneus Firestone. Firestone-shod cars a remporté toutes les éditions de la course de 1920 à 1966. La société a également fourni des pneus à la Formule 1 de 1950 à 1974. En conséquence des tragédies de l'Indianapolis 500 de 1973, du Grand Prix des États-Unis de 1973 et du Grand Prix autrichien de 1974, Firestone s'est retiré de l'American open-wheel racing et de la Formule 1 après 1974. Le fabricant est revenu en 1995 à la série CART avec l'assistance technique de Bridgestone. Goodyear s'est retiré après 1999, laissant Firestone en tant que fournisseur unique de l'IndyCar à partir de 2017.

#### Problèmes de l'entreprise

##### Grand scandale des tramways américains
En 1950, Firestone, General Motors et Standard Oil ont été accusées et condamnées pour leur implication dans le grand scandale des tramways américains. L'opération visait à l'achat de lignes de tramways à travers les États-Unis, leur démantèlement et leur remplacement par des lignes de bus.

##### Firestone 500 problème de séparation de la bande de roulement
Des pneus radiaux ont été mis sur le marché américain par les rivaux Goodrich et Michelin à la fin des années 1960, et Firestone n'avait pas son propre pneu radial. Le premier pneu radial développé et produit par Firestone était le Firestone 500. La fabrication du nouveau pneu a été réalisée sur des équipements conçus pour fabriquer des pneus à carcasse diagonale.
Au cours des années 1970, Firestone a connu des problèmes majeurs avec le Firestone 500 Radial. Les structures radiales en acier de Firestone 500 ont commencé à montrer des signes de séparation de la bande de roulement à grande vitesse. Bien que la cause n'ait jamais été prouvée, on pense aux résines de liaison utilisées par Firestone pour maintenir la bande de roulement sur la carcasse du pneu, qui pourraient avoir permis à l'eau de pénétrer le pneu ce qui aurait provoqué la corrosion des fils d'acier. En mars 1978, l'US National Highway Traffic Safety Administration (NHTSA) a annoncé publiquement une enquête formelle sur les défauts du Firestone 500. L'enquête NHTSA a révélé que le problème de séparation de la bande de roulement était probablement dû à un défaut de conception affectant tous les Firestone 500.
En 1973, seulement deux ans après les débuts des 500, Thomas A. Robertson, le directeur du développement de Firestone, a écrit dans un rapport interne « Nous fabriquons un pneu radial de qualité inférieure qui subit une séparation de la bande de roulement à un kilométrage élevé ». Firestone a introduit des mesures strictes de contrôle de la qualité dans le but de résoudre les problèmes inhérents, mais elles n'ont pas réussi à éliminer totalement les failles de base. En 1977, un rappel de 400 000 pneus problématique produits à l'usine de Decatur a été lancé. Firestone a été considérée comme moins que coopérative avec la NHTSA lors de l'enquête de l'agence sur le Firestone 500. Firestone a reporté les problèmes sur les consommateurs, leur reprochant un sous-gonflage et un mauvaise entretien.
Le 20 octobre 1978, Firestone a rappelé plus de sept millions de pneus Firestone 500, le plus grand rappel de pneus à ce jour. Les audiences du Congrès sur le 500 ont également eu lieu en 1978. Le pneu a été jugé défectueux et cause de 250 décès. En mai 1980, après avoir constaté que l'entreprise savait que les pneus étaient défectueux, la NHTSA a condamné Firestone à 500 000 $ US, ce qui était alors la plus forte amende infligée à une société américaine et la plus lourde condamnation depuis l'adoption de la Loi de 1966 sur le trafic national et les véhicules à moteur. Les poursuites judiciaires multiples ont été réglées hors des tribunaux et la perte d'image a fait baisser les ventes et la valeur des actions de la société.
Les Harvard Business School et Wharton School de l'Université de Pennsylvanie ont fait des cours et ont publié des articles sur cette affaire et les mauvaises décisions prises par la direction de Firestone,. Après des années de mauvaise publicité et des millions payés en indemnisation des victimes, Firestone perdait beaucoup d'argent et son image a été gravement dégradée,,.

##### Plantations de caoutchouc libériennes
Firestone a créé sa plantation de caoutchouc naturel à Harbel, au Libéria en 1926. Depuis 1926 jusqu'à la fin de la première guerre civile libérienne en 1990, la Firestone Natural Rubber Company était la plus grande plantation de ce genre dans le monde. En septembre 1990, les forces rebelles du NPFL (dirigées par Charles Taylor, qui sera plus tard reconnu coupable de crimes de guerre) ont exécuté le président libérien Samuel Doe et ont saisi la plantation Harbel. En conséquence, Firestone a dû évacuer ses travailleurs américains. En juin 1991, Firestone a envoyé une délégation à Monrovia dans le but de redémarrer les opérations à Harbel. Après un mois d'attente, la délégation a été amenée à rencontrer Taylor et, après six mois de négociations supplémentaires, la société a signé un protocole d'entente avec le ministère des finances de l'Assemblée nationale de la reconstruction patriotique en janvier 1991. Ce protocole d'entente prévoyait des taxes à payer par Firestone au gouvernement de Taylor et pour le gouvernement de Taylor la protection des employés et des actifs de Firestone au Libéria. Firestone a repris ses opérations en mars 1992, mais une fois de plus, il fallut s'arrêter en octobre de la même année en raison de la reprise des hostilités. Au cours de cette période, la société avait payé 2,3 millions de dollars en taxes au gouvernement de Taylor, dont certains[Qui ?] disent qu'ils ont permis à Taylor son attaque contre Monrovia sous contrôle de l'ECOMOG. Les opérations n'ont redémarré qu'en 2003 à la fin de la deuxième guerre civile libérienne. Depuis la fin de la guerre, Firestone a investi plus de 100 millions de dollars pour restaurer et reconstruire ses installations au Liberia.
Les interventions de la société au Libéria ont fait l'objet d'un examen critique, y compris un appel à la Loi Alien Tort Statute (en) de 2005 introduit en Californie par l'International Labor Rights Fund (en) et un rapport d'enquête de 2014 de ProPublica intitulé « Firestone and the Warlord », et un documentaire de PBS Frontline portant le même nom.

##### Corruption
Dans les années 1970, Firestone disposait d'une « caisse noire » afin de contribuer illégalement aux financements de campagnes électorales ou de verser des pots-de-vin.